# Ułówki
Ułówki (niem. Uloffke-See) − jezioro na Pojezierzu Ełckim, w gminie Stare Juchy. Położone ok. 12 km od Ełku.
Powierzchnia jeziora 261 ha, długość 4350 m, szerokość 1150 m, średnia głębokość 9,1 m, maksymalna głębokość 25,5 m.
Jezioro o silnie rozwiniętej linii brzegowej i zróżnicowanym dnie. Brzegi przeważnie urwiste, średnio i dość wysokie szczególnie w okolicy wsi Gorło, o deniwelacjach dochodzących do 30 m. Na jeziorze znajduje się jedna wyspa o powierzchni 0,7 ha, położona w jego wschodniej części.
Ułówki to zachodnia odnoga Łaśmiad, przy wsiach Gorło i Laśmiady. W zachodniej części łączy się szerokim przewężeniem z jeziorem Rekąty. Jezioro znajduje się w strefie ciszy.
Jezioro Ułówki połączone jest tunelem z jeziorem Szóstak.